# Insurrection décembriste
Révolte russe
L'insurrection décembriste ou décabriste — du russe : декабрь, dekabr, « décembre » — est une tentative de coup d'État militaire qui s'est déroulée à Saint-Pétersbourg le 14 décembre 1825 (26 décembre dans le calendrier grégorien) afin d'obtenir une constitution du nouveau tsar Nicolas Ier. Après leur échec, les protagonistes de cette opération subissent une répression très dure.

## Origines
Dès le milieu du XVIIIe siècle, l'Empire russe fait face à un double problème interne qui l'empêche de tenir pleinement son rôle dans le jeu diplomatique européen : la question de l'autocratie du régime et celle, lancinante, du servage. Ces deux questions, même si l'une (l'autocratie) n'est pas tranchée avant la révolution de Février en 1917 et l'autre (le servage) est résolue de manière insatisfaisante en 1861 restent cependant — en dépit des apparences — des préoccupations constantes du pouvoir impérial russe.

### L'autocratie en question
L'autocratie russe a une origine complexe. Héritage byzantin, la fusion des pouvoirs dans la personne d'un empereur dominant son aristocratie, son église et son peuple par une autorité usant de la violence est instaurée en Russie en janvier 1547, à l'accession au trône du Grand-prince de Moscou, Ivan le Terrible (Ivan IV), qui, le premier, se proclame « tsar de toutes les Russies ». Pendant longtemps, il y a une confusion entre « autocratie » et « monarchie absolue ». Ce n'est qu'au cours du XVIIIe siècle que l'autocratie est reconnue comme un régime politique spécifiquement russe.
L'autocratie russe a cependant connu des crises bien avant l'insurrection Liste des décembristes. La plus sérieuse en 1730, lors de l'accession d'Anne Ivanovna au trône impérial. À l'époque, quelques aristocrates de la cour avaient tenté de lui imposer une limitation de ses pouvoirs. Après avoir fait mine d'accepter, la nouvelle impératrice s'était rebellée contre cette tutelle et avait purement et simplement déchiré l'accord qu'on venait de lui faire ratifier.

### Alexandre Ier et l'ouverture aux idées libérales
La campagne de Russie en 1812 se conclut en 1814 puis en 1815 par la défaite de Napoléon Ier et la fin du Premier Empire. Parmi les vainqueurs, l'empereur Alexandre Ier, inspirateur de la Sainte-Alliance, avait poussé ses troupes jusque dans Paris.
Il est l'ami du prince polonais Adam Czartoryski, qui a été son ministre des Affaires étrangères de 1802 à 1806 et qui est le curateur de l'université de Wilno, c'est-à-dire le responsable de l'instruction dans les territoires polonais annexés par l'Empire russe lors des partages de la Pologne. Or, à la suite du congrès de Vienne, Alexandre obtient de nouveaux territoires polonais : l'ancien duché de Varsovie lui est attribué en tant que royaume de Pologne. En accord avec une bonne partie de l'élite politique polonaise, il décide de le doter d'une constitution prévoyant l'existence d'une Diète législative, dont une chambre basse formée de députés élus au suffrage censitaire.
Rentrés au pays, les jeunes officiers issus de l'aristocratie rêvent de réformes du régime tsariste inspirées des institutions nées en Occident. Mais leurs attentes sont déçues par les tergiversations d'Alexandre.

### Mutinerie du régiment Semionovsky (1820)
L'un des signaux annonciateurs d'une révolte possible frappe les esprits dans la nuit du 16 au 17 octobre 1820 : la mutinerie du régiment Semionovsky.
Bien que cette mutinerie semble avoir été provoquée par des causes purement internes (remplacement de l'ancien commandant, brutalité du nouveau commandant du régiment), Alexandre Ier, alors à Troppau en Autriche, se persuade qu'elle a un fond politique et qu'on cherche à le déstabiliser. La répression est impitoyable.

« Le tsar croit qu'il y a une raison pour que trois mille soldats se soient laissés aller à un acte qui répond si peu au caractère national. Il va jusqu'à se figurer que ce sont les radicaux qui ont fait le coup, afin de l'intimider et de le décider à revenir à Saint-Pétersbourg. Je ne suis pas de son avis. Ce serait trop fort si, en Russie, les radicaux pouvaient déjà disposer de régiments entiers. Mais cela prouve combien l'empereur a changé. »

— Klemens Wenzel von Metternich
Plusieurs des officiers du régiment dissous après la mutinerie se retrouvent d'ailleurs cinq ans plus tard dans l'insurrection de 1825.
Des pamphlets et des tracts circulent clandestinement à Saint-Pétersbourg, mettant en question l'empereur lui-même : « Le tyran soutient le tyran ».

### Sociétés secrètes
Il y avait déjà des sociétés secrètes russes ayant pour objet la réflexion politique avant la campagne de Russie. Mais leurs réflexions n'etaient que les ébauches, souvent assez nébuleuses, des discussions qui s'approfondiront par la suite. En 1811, Nikita Mouraviov veut fonder une république platonicienne sur l'île de Sakhaline. Pierre Borissev fonde la « secte pythagoricienne », qu'il rebaptise ensuite « Société des amis de la Nature », rousseauisme oblige.
C'est après le retour de la paix que le mouvement réformateur se développe, et s'organise dans ces sociétés secrètes inspirées du carbonarisme italien. Au sein de ces sociétés ou loges s'affinent les idées réformatrices et s'élabore un texte constitutionnel.
La révolte se cristallise autour de deux mouvements aux objectifs différents : l'Union du Nord de Nikita Mouraviov, qui souhaite transformer la Russie en une monarchie constitutionnelle, avec un système censitaire au seuil très élevé, et l'Union du Sud de Paul Pestel, beaucoup plus radical, qui veut transformer la Russie en République. Le pivot central du projet de Pestel est la libération des paysans.
C'est de cette mouvance que part une insurrection plus ou moins improvisée lors de l'interrègne indécis (trois semaines) qui succéda à la disparition subite et mystérieuse du monarque le 19 novembre 1825 (1er décembre du calendrier grégorien) à Taganrog. Le prince Alexandre Nikolaïevitch Golitsyne ordonna une enquête sur une éventuelle participation des francs-maçons lors du soulèvement.

## Circonstances: les problèmes de la succession d'Alexandre
Le successeur normal d'Alexandre était le grand-duc Constantin, second fils de Paul Ier, qui résidait depuis 1815 à Varsovie, capitale du royaume de Pologne, en tant que commandant en chef de l'armée du royaume.
Divorcé en 1820 de son épouse Julienne de Saxe-Cobourg-Saalfeld, il s'était remarié (morganatiquement) la même année avec une aristocrate polonaise, Joanna Grudzińska. Sur la pression d'Alexandre, il avait depuis 1823 signé plusieurs documents par lesquels il renonçait à la succession impériale au profit de son jeune frère Nicolas.
Cette renonciation était officielle, mais presque personne n'en avait été informé à la Cour. Le grand-duc Nicolas lui-même n'était pas au courant de cette renonciation jusqu'à la mort d'Alexandre, aussi hésita-t-il quelques jours avant de prendre la place de son frère.

## Déroulement

### 14 décembre 1825

La révolte des décembristes en décembre 1825.

Le 14 décembre 1825 (26 décembre dans le calendrier grégorien), jour de la prestation de serment du Sénat et des régiments de la garde au nouvel empereur, le prince Serge Troubetzkoï réunit à 11 heures du matin trois régiments de mutins, soit deux mille hommes, sur la place du Sénat de Saint-Pétersbourg où se trouvaient des civils en plus grand nombre et tenta de soulever la garnison pour imposer par ce coup d'État un train de réformes, notamment l'abolition du servage et la mise en place d'une constitution garantissant la liberté d'opinion et d'expression.
L'insurrection était mal engagée car Alexandre Ivanovitch Iakoubovitch, qui était chargé de la prise du Palais d'hiver et de l'arrestation de la famille impériale, refusa sa mission et Serge Troubetzkoï ne se rendit pas au Sénat, ayant estimé que l'entreprise était vouée à l'échec. De plus, les soldats ne connaissaient pas le fin mot de leur participation et n'étaient là que par obéissance à leurs officiers. Ceux-ci leur avaient fait croire que la renonciation au trône de Constantin était apocryphe et que c'était à lui qu'on aurait dû prêter serment, aussi les soldats ne firent aucune difficulté pour crier « Vive Constantin ». Selon une anecdote rapportée par l'historien Jules Michelet, ils ne firent aucune difficulté non plus pour crier « Vive la constitution » car ignorant le sens de ce mot, ils crurent que c'était le prénom de l'épouse de Constantin.
Les troupes restèrent toute la journée sur la place, en carré, face à l'Amirauté, tournant le dos au Sénat. Ils repoussèrent avec le peuple attroupé une attaque de la cavalerie fidèle au tsar. Le gouverneur de la capitale, Mikhaïl Andreïevitch Miloradovitch, venu parlementer, fut malencontreusement tué et le grand-duc Nicolas décida, dans la soirée, de faire tirer au canon. Ce fut une débandade sanglante : on dénombra 70 morts.
Le lendemain, le Journal de Saint-Pétersbourg en publia un compte rendu plutôt lénifiant :

« La journée du 14 fera époque dans les annales de l'Empire de Russie. Elle a rempli d'espérance et de joie les habitants de St-Pétersbourg en leur annonçant que Sa Majesté l'Empereur NICOLAS Ier acceptait la Couronne que lui avaient déférée les renonciations solennelles et spontanées de Son Altesse Impériale Monseigneur le Grand-Duc Constantin, les dernières volontés de l'Empereur Alexandre et la loi fondamentale de l'État sur l'ordre de la succession au Trône. Toutefois, il entrait dans les voies de la Divine Providence de marquer aussi cette auguste journée par un événement douloureux, qui troubla, mais pour peu d'heures seulement, la tranquillité publique dans quelques parties de la ville. »

— Le Journal de Saint-Pétersbourg, Article du 15 décembre 1825 (27 décembre dans le calendrier grégorien).

### 3 janvier 1826
L'insurrection de la place du Sénat donne lieu à une réplique au début janvier 1826 à Tchernigov. Venue brutalement arrêter Sergueï Mouraviov-Apostol, soupçonné d'être d'impliqué dans l'insurrection du 14 décembre, la police impériale provoque une nouvelle mutinerie parmi les soldats fidèles à leur officier. La mutinerie dure une semaine.

## Suites

### Répression

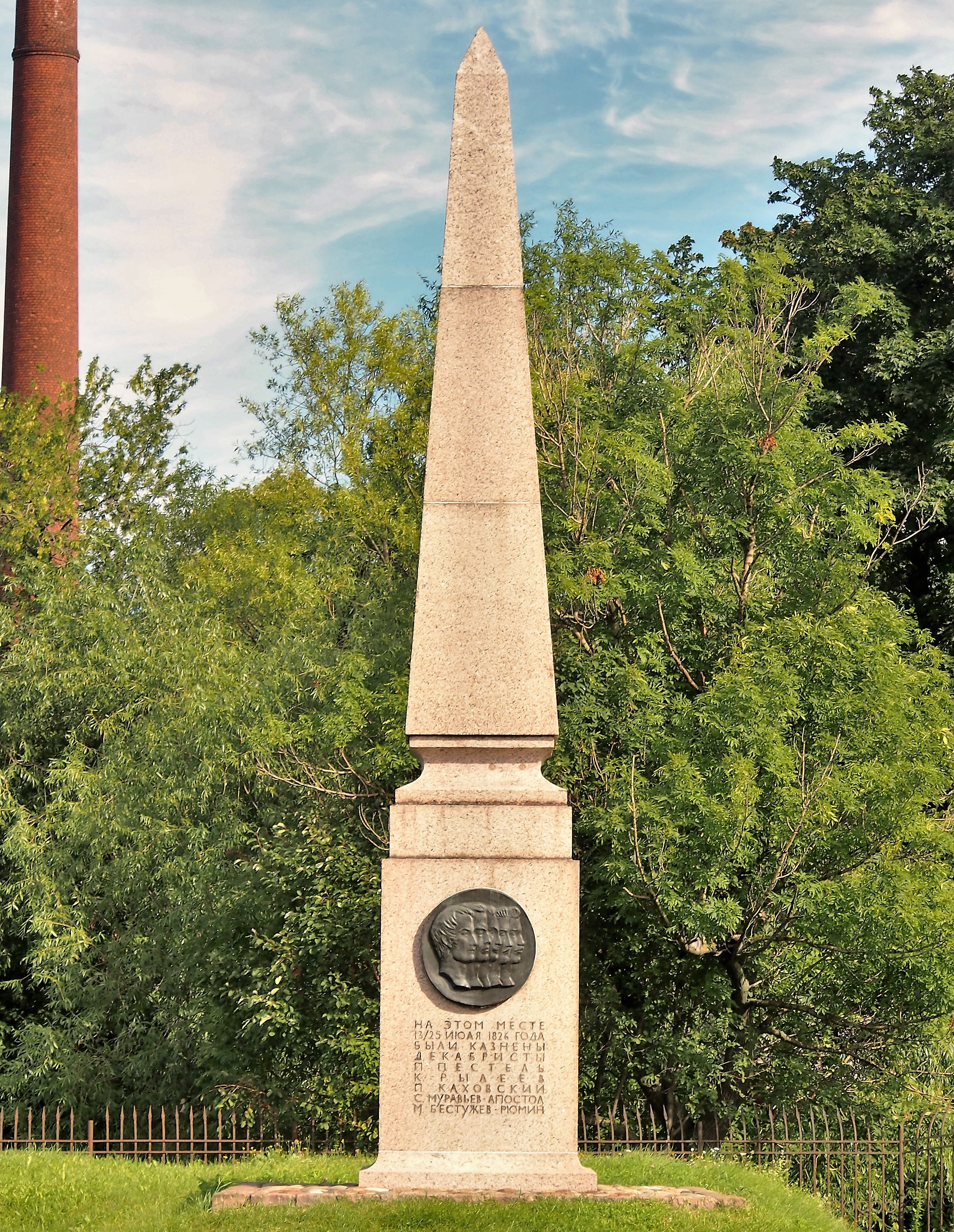
Monument décembristes à Saint-Pétersbourg.

Le nouveau règne s'inscrit dans le conservatisme le plus absolu. L'insurrection fut réprimée avec un soin méticuleux. Nicolas Ier chargea Mikhaïl Mikhaïlovitch Speranski du règlement judiciaire de l'affaire. En effet, le tsar soupçonnant ce personnage de sympathie envers les décembristes, pensait ainsi pouvoir en apprendre davantage sur leur compte, et leur faire mieux accepter les sanctions, ce qui démontrerait leur culpabilité. Les tribunaux voulant prouver leur dévouement au nouvel empereur, environ 3 000 personnes, civils et militaires, furent arrêtées, des centaines d'interrogatoires vigoureux furent menés et débouchèrent sur cinq exécutions par pendaison (le 13/25 juillet 1826), tandis que 121 décembristes furent condamnés aux travaux forcés, à l'exil, au bagne, à la déportation à vie en Sibérie ; les soldats ayant participé à l'insurrection furent mutés dans des unités disciplinaires.
Les princes Volkonski et Serge Troubetzkoï firent partie des exilés. La légende veut que lorsque la foule vit leurs épouses, les princesses Maria Volkonskaïa et Ekaterina Troubetskaïa, renoncer à leurs biens pour suivre les condamnés au bagne, une Française née Loubrevie de Laval, fut profondément émue par leur sort et secrètement gagnée aux idées révolutionnaires,. Neuf autres femmes suivirent elles aussi les prisonniers sur le long chemin de la Sibérie ; parmi celles-ci : Prascovia Annenkova, Française (née Pauline Geuble), épouse de Ivan Annenkov et leur fille Olga Annenkova, Camille Ivacheva, Française (née Le Dentu), épouse de Vassili Ivachev, Alexandra Mouraviova épouse de Nikita Mouraviov, Natalia Fonvizina, épouse de Mikhaïl Fonvizine, Elizaveta Narychkina, épouse de Mikhaïl Narychkine. Étant donné le jeune âge de la plupart des conjurés, peu d'entre eux étaient mariés.
Afin de lutter contre de futurs conspirateurs, Nicolas Ier créa la Troisième section de sa Chancellerie impériale dont la direction fut confiée à Alexandre von Benckendorff.
En 1856, après l'accession au trône du nouvel empereur, Alexandre II, quelques survivants (une vingtaine au total) furent autorisés à rentrer chez eux.

### Culte des martyrs

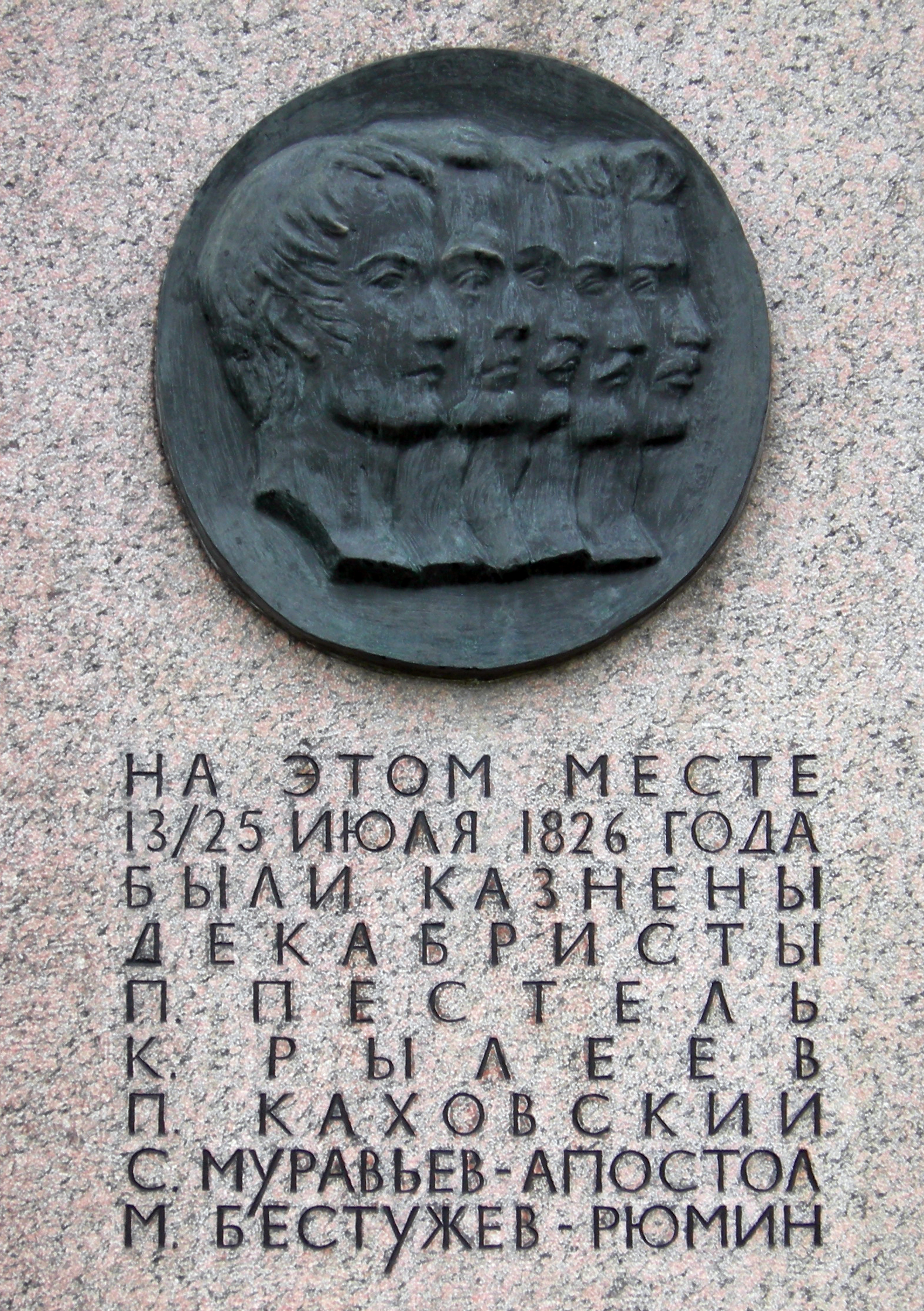
Inscription sur le monument décabriste, à Saint-Pétersbourg : (À cet emplacement, 13/25 juillet 1826, furent exécutés les décabristes P. Pestel, K. Ryleïev, P. Kakhovski, S. Mouraviov-Apostol et M. Bestoujev-Rioumine).

Alexandre Herzen rapporte dans Passé et méditation l'impact considérable des condamnations sur son jeune esprit. Dans son autobiographie, il rapporte que le public ne semblait pas considérer que la peine de mort s'appliquerait : « Tout le monde s'attendait à ce qu'on atténue la sentence des condamnés : le Couronnement était tout proche. Mon père lui-même, nonobstant sa prudence et son scepticisme, assurait que l'exécution n'aurait pas lieu, que tout cela n'était conçu que pour frapper les esprits. Mais comme tout le monde, il connaissait mal le jeune monarque. Nicolas quitta Pétersbourg et, sans entrer dans Moscou, s'arrêta au palais Petrovski. Les Moscovites n'en purent croire leurs yeux quand ils lurent, dans Les Nouvelles de Moscou, l'atroce compte rendu du 14 juillet ».
Herzen précise encore : « Nicolas introduisit la peine de mort dans notre procédure criminelle, illégalement d'abord, après quoi il la fit entrer dans son Code ».
Le 9 janvier 1850, en route pour le bagne, le convoi de Fiodor Dostoïevski fit une halte à Tobolsk, où l'écrivain eut l'occasion de rencontrer certaines des femmes de décembristes condamnés. À cette occasion, il reçut une bible dont il ne se sépara jamais.
L'idée de venger un jour les décembristes fit son chemin en Russie après 1830. Elle anima entre autres l'anarchiste Bakounine. Elle inspira diverses tentatives au Modèle:S-XIX et ne disparut qu'après la révolution russe de 1917.

## Postérité littéraire
- Léon Tolstoï : il souhaitait consacrer un roman à l'insurrection décembriste, mais de fil en aiguille, cette tentative est devenue Guerre et Paix. Après avoir écrit ce roman, Tolstoï s'est remis au travail sur son idée initiale, puis l'a abandonnée[20].
- Alexandre Dumas, Le Maître d'armes (roman)
- Iouri Tynianov, Le Disgracié (roman historique qui décrit la vie du poète Wilhelm Küchelbecker, ami de jeunesse d'Alexandre Pouchkine et décembriste condamné à l'exil).
- Henri Troyat, La Lumière des justes, qui raconte l'histoire fictive et romancée d'un jeune décembristes et son épouse dans la pentalogie .
- Dmitri Mérejkowsky, Quatorze décembre (roman), tr. du russe par Michel de Gramont, Éditions Bossard, 1921.
- Souvenirs de Pauline Annenkoff traduits du russe par Corinne Macaze et publiés par les Éditions du Progrès en 1988.
- Décembristes (film, 1926) (ru) réalisé par Aleksandr Ivanovsky en 1926
- L'Union du salut (film, 2019) réalisé par Andrei Kravtchouk en 2019

### Filmographie
- Le cas des décembristes (mini-série documentaire) (Дело декабристов) réalisé par Maksim Aleksandrovitch Bespaly en 2016.
- L'Étoile d'un merveilleux bonheur réalisé par Vladimir Motyl en 1975.
- L'Union du salut (Союз спасения) est un film russe réalisé par Andreï Kravtchouk, sorti en 2019.
- Union du Salut. Le temps de la colère série télévisée en huit épisodes réalisée par Nikita Vladimirovitch Vysotski (ru) et Ilia Lebedev en 2022.